# Mattheus Oliveira
Mattheus de Andrade Gama Oliveira (Río de Janeiro, 7 de julio de 1994), conocido como Mattheus Oliveira, es un futbolista brasileño. Juega como centrocampista y su equipo es el Al-Nasr S. C. de la UAE Pro League.
Es hijo del exfutbolista Bebeto.

## Clubes
| Club                         | País                   | Año       |
| ---------------------------- | ---------------------- | --------- |
| C. R. Flamengo               | Brasil                 | 2012-2016 |
| G. D. Estoril Praia (cedido) | Portugal               | 2015-2016 |
| G. D. Estoril Praia          | Portugal               | 2016-2017 |
| Sporting de Lisboa           | Portugal               | 2017-2021 |
| Vitória Guimarães (cedido)   | Portugal               | 2018      |
| Vitória Guimarães (cedido)   | Portugal               | 2018-2019 |
| Coritiba F. B. C. (cedido)   | Brasil                 | 2020-2021 |
| C. D. Mafra                  | Portugal               | 2022      |
| S. C. Farense                | Portugal               | 2023-2024 |
| Khor Fakkan Club             | Emiratos Árabes Unidos | 2024-2025 |
| Al-Nasr S. C.                | Emiratos Árabes Unidos | 2025-     |